# Berlini S-Bahn
Berlinben az S-Bahn klasszikus definícióját kielégítő, a múlt század eleje óta fennálló elővárosi gyorsvasúti rendszer található. A német definíció szerint ugyanis csak akkor beszélhetünk valódi S-Bahn-ról, ha a nagy népsűrűségű körzetet kiszolgáló ütemesen közlekedő vasút infrastruktúrájában (960 mm-es magasságú peron, eltérő jelzőberendezések ill. feszültségszint stb.) is elkülönül a nagyvasúti rendszertől.
Berlin fejlődése az újraegyesítés óta nem csak építészetileg, de a tömegközlekedés szempontjából is rohamléptekkel halad. Ezt jól tükrözi az 1992-ben aláírt, 500 db kétrészes vonat szállításáról szóló szerződés is, mely megindította a mintegy 1500 járművet számláló elővárosi flotta cseréjét.

## A hálózat jellemzői
- Vonalak száma: 16
- Vonalhossz: 327,4 km
- Állomások és megállóhelyek száma: 166
- Alkalmazottak száma: 3814 fő
- Utasok száma/év: 478 millió (2018)
- Alkalmazásban álló járművek: DB 480, DB 481, DB 485
- Áramellátás: 750 V egyenáram, oldalsó áramsínnel, alulról tapogatva

Jelenleg a 16 vonalon alapvetően 10 perces ütemben közlekednek a vonatok. Csúcsidőben 5 percesre változik az ütem. Az egyvágányú szakaszon Mahlsdorf-Strausberg Nord között 60 perces ütem van a korlátozott kapacitás miatt. A belső szakaszokon, ahol a vonalak fonódnak, még sűrűbb a közlekedés. 2003 óta péntekről szombatra és szombatról vasárnapra 30 perces éjszakai ütem, a Ring-vonalon pedig 15 perces ütem van egész éjszaka.

## Vonalak
| Járatszám | Végállomás      | Végállomás                            | Vonal           |
| --------- | --------------- | ------------------------------------- | --------------- |
|           | Oranienburg     | Wannsee                               | Nord–Süd-Tunnel |
|           | Bernau          | Blankenfelde                          | Nord–Süd-Tunnel |
|           | Hennigsdorf     | Teltow Stadt                          | Nord–Süd-Tunnel |
|           | Waidmannslust   | Teltow Stadt                          | Nord–Süd-Tunnel |
|           | Erkner          | Spandau                               | Stadtbahn       |
|           | körvonal        | (az óramutatóval megegyező irányban)  | Ringbahn        |
|           | körvonal        | (az óramutatóval ellentétes irányban) | Ringbahn        |
|           | Südkreuz        | Flughafen BER – Terminal 1–2          | Ringbahn        |
|           | Westend         | Königs Wusterhausen                   | Ringbahn        |
|           | Hermannstraße   | Spindlersfeld                         | Ringbahn        |
|           | Strausberg Nord | Westkreuz                             | Stadtbahn       |
|           | Ahrensfelde     | Potsdam Hauptbahnhof                  | Stadtbahn       |
|           | Wartenberg      | Warschauer Straße                     | Stadtbahn       |
|           | Birkenwerder    | Zeuthen                               | Ringbahn        |
|           | Pankow          | Grünau                                | Ringbahn        |
|           | Spandau         | Flughafen BER – Terminal 1–2          | Stadtbahn       |

## Állomások
| Név                                      | Közigazgatási egység                            | Vasútvonal | Járatok | Kép |
| ---------------------------------------- | ----------------------------------------------- | --- | --- | --- |
| Altglienicke station                     | Treptow-Köpenick                                | Grünauer Kreuz–Berlin Brandenburg repülőtér-vasútvonal Berlin Outer Freight Ring                                                                                      | S45 S9 |     |
| Attilastraße station                     | Tempelhof–Schöneberg                            | Berlin–Drezda-vasútvonal | S2 |     |
| Bahnhof Berlin Beusselstraße             | Berlin-Mitte                                    | Berlin Ringbahn | S42 S41 |     |
| Bahnhof Berlin Bundesplatz               | Tempelhof–Schöneberg Charlottenburg-Wilmersdorf | Berlin Ringbahn | S42 S41 S46 |     |
| Bahnhof Berlin Greifswalder Straße       | Berlin                                          | Berlin Ringbahn | S8 S85 S41 S42 |     |
| Bahnhof Berlin Hackescher Markt          | Berlin-Mitte                                    | Berlini Stadtbahn | S3 S5 S7 S9 |     |
| Bahnhof Berlin Heidelberger Platz        | Charlottenburg-Wilmersdorf                      | Berlin Ringbahn | S42 S41 S46 |     |
| Bahnhof Berlin Hohenzollerndamm          | Berlin                                          | Berlin Ringbahn | S42 S41 S46 |     |
| Bahnhof Berlin Landsberger Allee         | Pankow kerület                                  | Berlin Ringbahn | S8 S41 S42 S85 |     |
| Bahnhof Berlin Messe Nord/ZOB            | Charlottenburg-Wilmersdorf                      | Berlin Ringbahn | S42 S41 S46 |     |
| Bahnhof Berlin Priesterweg               | Tempelhof–Schöneberg                            | Anhalter Vorortbahn Berlin–Drezda-vasútvonal | S2 S25 S26 |     |
| Bahnhof Berlin Savignyplatz              | Charlottenburg-Wilmersdorf                      | Berlini Stadtbahn | S3 S5 S7 S9 |     |
| Bahnhof Berlin Storkower Straße          | Pankow kerület                                  | Berlin Ringbahn | S8 S85 S41 S42 |     |
| Bahnhof Berlin Westhafen                 | Berlin-Mitte                                    | Berlin Ringbahn | S41 S42 |     |
| Bahnhof Berlin Westkreuz                 | Charlottenburg-Wilmersdorf                      | Berlini Stadtbahn Berlin Ringbahn Berlin–Blankenheim-vasútvonal Spandau Suburban Line                                                                                 | S42 S41 S3 S46 S5 S7 S9 |     |
| Bahnhof Berlin-Halensee                  | Berlin                                          | Berlin Ringbahn | S46 S41 S42 |     |
| Bahnhof Berlin-Schöneberg                | Tempelhof–Schöneberg                            | Berlin Ringbahn Wannseebahn | S42 S41 S1 S46 |     |
| Bahnhof Berlin-Tiergarten                | Berlin-Mitte                                    | Berlini Stadtbahn | S3 S5 S7 S9 |     |
| Bahnhof Berlin-Wedding                   | Berlin-Mitte                                    | Berlin Ringbahn | S42 S41 |     |
| Bahnhof Berlin-Westend                   | Charlottenburg-Wilmersdorf                      | Berlin Ringbahn | S42 S41 S46 |     |
| Bahnhof Flughafen BER                    | Schönefeld                                      | Glasower Damm Ost–Bohnsdorf Süd-vasútvonal Grünauer Kreuz–Berlin Brandenburg repülőtér-vasútvonal                                                                     | IC line 17 Flughafen-Express RE 7 (Berlin/Brandenburg) RB 14 (Nauen - Berlin Schönefeld Flughafen) RB 22 (Berlin/Brandenburg) S45 S9 RB 23 (Berlin/Brandenburg) RB 24 (Berlin/Brandenburg) RB 32 (Berlin/Brandenburg) |     |
| Bahnhof Yorckstraße                      | Tempelhof–Schöneberg                            | Berlin–Halle-vasútvonal | S2 S25 S26 |     |
| Bergfelde station                        | Hohen Neuendorf                                 | Berliner Außenring | S8 |     |
| Berlin Alt-Reinickendorf station         | Reinickendorf                                   | Kremmen Railway | S25 |     |
| S-Bahnhof Berlin Anhalter Bahnhof        | Friedrichshain-Kreuzberg                        | Berlin Nord-Süd Tunnel | S1 S2 S25 S26 |     |
| Berlin Bellevue állomás                  | Berlin-Mitte                                    | Berlini Stadtbahn | S3 S5 S7 S9 |     |
| Berlin Botanischer Garten station        | Steglitz-Zehlendorf                             | Wannseebahn | S1 |     |
| Berlin Feuerbachstraße station           | Steglitz-Zehlendorf                             | Wannseebahn | S1 |     |
| Berlin Heerstraße station                | Berlin                                          | Spandau Suburban Line | S3 S9 |     |
| Berlin Humboldthain station              | Berlin-Mitte                                    | Berlin–Szczecin-vasútvonal | S1 S2 S25 S26 |     |
| Berlin Julius-Leber-Brücke station       | Tempelhof–Schöneberg                            | Wannseebahn | S1 |     |
| Berlin Lehrter Stadtbahnhof              | Berlin-Mitte                                    | Berlini Stadtbahn | |     |
| Berlin Lichterfelde Ost S-Bahn station   | Steglitz-Zehlendorf                             | Anhalter Vorortbahn | S26 S25 |     |
| Berlin Messe Süd railway station         | Berlin                                          | Spandau Suburban Line | S3 S9 |     |
| Berlin Mexikoplatz station               | Steglitz-Zehlendorf                             | Wannseebahn | S1 |     |
| Berlin Nordbahnhof                       | Berlin                                          | Berlin Nord-Süd Tunnel Berlin–Szczecin-vasútvonal | S1 S2 S25 S26 |     |
| Berlin Olympiastadion station            | Charlottenburg-Wilmersdorf                      | Spandau Suburban Line | S3 S9 |     |
| Berlin Oranienburger Straße station      | Berlin-Mitte                                    | Berlin Nord-Süd Tunnel | S1 S2 S25 S26 |     |
| Berlin Schöneweide S-Bahn station        | Treptow-Köpenick                                | Schöneweide–Spindlersfeld branch line | S45 S9 S46 S47 S8 S85 |     |
| Berlin Springpfuhl station               | Marzahn-Hellersdorf                             | Berliner Außenring | S7 S75 |     |
| Berlin Sundgauer Straße station          | Steglitz-Zehlendorf                             | Wannseebahn | S1 |     |
| Berlin Wilhelmshagen station             | Treptow-Köpenick                                | Berlin–Wrocław-vasútvonal | S3 |     |
| Berlin Wollankstraße station             | Pankow kerület                                  | Berlin Northern Railway | S1 S25 S85 |     |
| Berlin Wuhlheide station                 | Treptow-Köpenick                                | Berlin–Wrocław-vasútvonal | S3 |     |
| Berlin-Adlershof station                 | Treptow-Köpenick                                | Berlin–Görlitz-vasútvonal | S45 S9 S46 S8 S85 |     |
| Berlin-Ahrensfelde S-Bahn station        | Marzahn-Hellersdorf                             | Wriezener Bahn | S7 |     |
| Berlin-Baumschulenweg station            | Treptow-Köpenick                                | Berlin–Görlitz-vasútvonal Baumschulenweg–Neukölln link line | S45 S46 S47 S8 S85 S9 |     |
| Berlin-Biesdorf station                  | Berlin                                          | Ostbahn | S5 |     |
| Berlin-Blankenburg station               | Pankow kerület                                  | Berlin–Szczecin-vasútvonal Berliner Außenring | S2 S8 S26 |     |
| Berlin-Buch station                      | Pankow kerület                                  | Berlin–Szczecin-vasútvonal | S2 |     |
| Berlin-Friedenau station                 | Tempelhof–Schöneberg                            | Wannseebahn | S1 |     |
| Berlin-Friedrichsfelde Ost station       | Marzahn-Hellersdorf                             | Ostbahn | S5 S7 S75 |     |
| Berlin-Friedrichshagen station           | Berlin                                          | Berlin–Wrocław-vasútvonal | S3 |     |
| Berlin-Frohnau station                   | Reinickendorf                                   | Berlin Northern Railway | S1 S85 |     |
| Berlin-Grunewald station                 | Charlottenburg-Wilmersdorf                      | Berlin–Potsdam–Magdeburg-vasútvonal | S7 |     |
| Berlin-Hermsdorf station                 | Reinickendorf                                   | Berlin Northern Railway | S1 S85 |     |
| S-Bahnhof Berlin-Hohenschönhausen        | Lichtenberg                                     | Berliner Außenring | S75 |     |
| Berlin-Johannisthal railway station      | Treptow-Köpenick                                | Berlin–Görlitz-vasútvonal | S45 S9 S46 S85 S8 |     |
| Berlin-Karlshorst állomás                | Lichtenberg                                     | Berlin–Wrocław-vasútvonal | S3 |     |
| Berlin-Kaulsdorf railway station         | Marzahn-Hellersdorf                             | Berlin–Küstrin railway VnK Railway | S5 |     |
| Berlin-Köpenick station                  | Treptow-Köpenick                                | Berlin–Wrocław-vasútvonal | S3 |     |
| Lichterfelde Süd station                 | Steglitz-Zehlendorf                             | Anhalter Vorortbahn Berlin-Lichterfelde Süd–Teltow Stadt railway | S25 S26 |     |
| Berlin-Marzahn station                   | Marzahn-Hellersdorf                             | Wriezener Bahn | S7 |     |
| Berlin-Nikolassee állomás                | Steglitz-Zehlendorf                             | Wannseebahn | S1 S7 |     |
| Berlin-Pankow-Heinersdorf station        | Berlin                                          | Berlin–Szczecin-vasútvonal | S2 S8 S26 |     |
| Berlin-Pichelsberg railway station       | Berlin                                          | Spandau Suburban Line | S3 S9 |     |
| Berlin-Rahnsdorf station                 | Treptow-Köpenick                                | Berlin–Wrocław-vasútvonal | S3 |     |
| Berlin-Rummelsburg railway station       | Lichtenberg                                     | Berlin–Wrocław-vasútvonal | S3 |     |
| Berlin-Schlachtensee station             | Steglitz-Zehlendorf                             | Wannseebahn | S1 |     |
| Berlin-Schönholz station                 | Reinickendorf                                   | Berlin Northern Railway Kremmen Railway | S1 S25 S85 |     |
| Berlin-Stresow railway station           | Spandau                                         | Spandau Suburban Line Berlin–Hamburg nagysebességű vasútvonal Berlin–Lehrte-vasútvonal                                                                                | S3 S9 |     |
| Berlin-Tegel railway station             | Reinickendorf                                   | Kremmen Railway | S25 |     |
| Berlin-Waidmannslust station             | Reinickendorf                                   | Berlin Northern Railway | S1 S85 |     |
| Berlin-Wilhelmsruh station               | Reinickendorf                                   | Berlin Northern Railway | S1 S85 |     |
| Berlin-Zehlendorf station                | Steglitz-Zehlendorf                             | Wannseebahn | S1 |     |
| Bernau bei Berlin station                | Bernau bei Berlin                               | Berlin–Szczecin-vasútvonal | RB 24 (Berlin/Brandenburg) S2 RE 3 RE 66 |     |
| Bernau-Friedenstal station               | Bernau bei Berlin                               | Berlin–Szczecin-vasútvonal | S2 |     |
| Betriebsbahnhof Rummelsburg station      | Lichtenberg                                     | Berlin–Wrocław-vasútvonal Berlin Frankfurter Allee–Berlin-Rummelsburg-vasútvonal VnK Railway                                                                          | S3 |     |
| Birkenstein station                      | Hoppegarten                                     | Berlin–Küstrin railway | S5 |     |
| Birkenwerder station                     | Birkenwerder                                    | Berlin Northern Railway | S1 S8 RB 20 (Brandenburg) |     |
| Blankenfelde S-Bahn station              | Blankenfelde-Mahlow                             | Berlin–Drezda-vasútvonal | S2 |     |
| Borgsdorf station                        | Hohen Neuendorf                                 | Berlin Northern Railway | S1 |     |
| Berlin Brandenburger Tor station         | Berlin-Mitte                                    | Berlin Nord-Süd Tunnel | S1 S2 S25 S26 |     |
| Buckower Chaussee station                | Tempelhof–Schöneberg                            | Berlin–Drezda-vasútvonal | S2 |     |
| Eichborndamm station                     | Reinickendorf                                   | Kremmen Railway | S25 |     |
| Eichwalde station                        | Eichwalde                                       | Berlin–Görlitz-vasútvonal | S46 S8 |     |
| Erkner állomás                           | Erkner                                          | Berlin–Wrocław-vasútvonal | S3 RE 1 |     |
| Fredersdorf station                      | Fredersdorf-Vogelsdorf                          | Ostbahn | S5 |     |
| Gehrenseestraße station                  | Lichtenberg                                     | Berliner Außenring | S75 |     |
| Grünbergallee station                    | Treptow-Köpenick                                | Grünauer Kreuz–Berlin Brandenburg repülőtér-vasútvonal | S45 S9 |     |
| Heiligensee station                      | Reinickendorf                                   | Kremmen Railway | S25 |     |
| Hennigsdorf station                      | Hennigsdorf                                     | Kremmen Railway | S25 RE 6 (Berlin/Brandenburg) RB 55 (Berlin/Brandenburg) RB 20 (Brandenburg) |     |
| Berlin Hirschgarten station              | Berlin                                          | Berlin–Wrocław-vasútvonal | S3 |     |
| Hohen Neuendorf station                  | Hohen Neuendorf                                 | Berlin Northern Railway Berlin-Blankenburg–Hohen Neuendorf railway line                                                                                               | S1 S8 |     |
| Hoppegarten (Mark) station               | Hoppegarten                                     | Ostbahn Berlin–Küstrin railway | S5 |     |
| Königs Wusterhausen állomás              | Königs Wusterhausen                             | Berlin–Görlitz-vasútvonal Grunow–Königs Wusterhausen railway Königs Wusterhausen-Mittenwalde-Töpchin railway line Königs Wusterhausen - Schöneicher Plan railway line | RE 2 RB 22 (Berlin/Brandenburg) RB 24 (Berlin/Brandenburg) RB 36 (Brandenburg) S46 RE 7 (Berlin/Brandenburg) |     |
| Lankwitz station                         | Steglitz-Zehlendorf                             | Anhalter Vorortbahn | S25 S26 |     |
| Lehnitz station                          | Oranienburg                                     | Berlin Northern Railway | S1 |     |
| Lichtenrade station                      | Tempelhof–Schöneberg                            | Berlin–Drezda-vasútvonal | S2 |     |
| Mahlow station                           | Blankenfelde-Mahlow                             | Berlin–Drezda-vasútvonal | S2 |     |
| Mahlsdorf railway station                | Berlin                                          | Berlin–Küstrin railway | S5 RB 26 (Berlin/Brandenburg) Tram line 62 |     |
| Marienfelde station                      | Tempelhof–Schöneberg                            | Berlin–Drezda-vasútvonal | S2 |     |
| Mehrower Allee station                   | Marzahn-Hellersdorf                             | Wriezener Bahn | S7 |     |
| Mühlenbeck-Mönchmühle station            | Mühlenbecker Land                               | Berliner Außenring | S8 |     |
| Neuenhagen station                       | Neuenhagen bei Berlin                           | Berlin–Küstrin railway | S5 |     |
| Nöldnerplatz station                     | Lichtenberg                                     | Berlin–Küstrin railway | S5 S7 S75 |     |
| Oberspree station                        | Treptow-Köpenick                                | Schöneweide–Spindlersfeld branch line | S47 |     |
| Oranienburg station                      | Oranienburg                                     | Berlin Northern Railway Nauen–Oranienburg railway line Oranienburg–Velten railway line                                                                                | RE 5 RB 12 (Berlin/Brandenburg) RB 20 (Brandenburg) RB 54 S1 IC line 17 RB 32 (Berlin/Brandenburg) |     |
| Osdorfer Straße station                  | Steglitz-Zehlendorf                             | Anhalter Vorortbahn | Berlini S-Bahn S25 S26 |     |
| S-Bahnhof Ostkreuz                       | Friedrichshain-Kreuzberg                        | Berlini Stadtbahn Berlin Ringbahn Berlin–Küstrin railway Berlin–Wrocław-vasútvonal                                                                                    | S42 S41 S3 S5 S7 S75 S8 S85 |     |
| Petershagen Nord railway station         | Petershagen/Eggersdorf                          | Berlin–Küstrin railway | S5 |     |
| Plänterwald railway station              | Treptow-Köpenick                                | Berlin–Görlitz-vasútvonal | S8 S85 S9 |     |
| Potsdam Griebnitzsee railway station     | Potsdam                                         | Wannseebahn | S7 RB 20 (Brandenburg) RB 22 (Berlin/Brandenburg) RB 23 (Berlin/Brandenburg) |     |
| Potsdam Hauptbahnhof                     | Potsdam                                         | Berlin–Potsdam–Magdeburg-vasútvonal | EuroNight S7 601 RE 1 X1 RB 21 (Berlin/Brandenburg) RB 22 (Berlin/Brandenburg) RB 23 (Berlin/Brandenburg) RB 20 (Brandenburg) RB 33 (Berlin/Brandenburg) Harz-Berlin-Express                                          |     |
| Potsdam-Babelsberg station               | Potsdam                                         | Wannseebahn | S7 |     |
| Potsdamer Platz S-Bahn station           | Berlin-Mitte                                    | Berlin Nord-Süd Tunnel | S1 S2 S25 S26 |     |
| Raoul-Wallenberg-Straße railway station  | Marzahn-Hellersdorf                             | Wriezener Bahn | S7 |     |
| Röntgental station                       | Panketal                                        | Berlin–Szczecin-vasútvonal | S2 |     |
| S-Bahnhof Berlin Alexanderplatz          | Berlin-Mitte                                    | Berlini Stadtbahn | S3 S5 S7 S9 |     |
| S-Bahnhof Berlin Charlottenburg          | Charlottenburg-Wilmersdorf                      | Berlini Stadtbahn | S9 S7 S5 S3 |     |
| S-Bahnhof Berlin Karow                   | Pankow kerület                                  | Berlin–Szczecin-vasútvonal | S2 |     |
| S-Bahnhof Berlin Lichtenberg             | Lichtenberg                                     | Ostbahn | S75 S7 S5 |     |
| S-Bahnhof Berlin Lichterfelde West       | Steglitz-Zehlendorf                             | Wannseebahn | S1 |     |
| S-Bahnhof Berlin Neukölln                | Neukölln                                        | Berlin Ringbahn | S41 S42 S45 S46 S47 |     |
| S-Bahnhof Berlin Ostbahnhof              | Friedrichshain-Kreuzberg                        | Berlini Stadtbahn | S3 S5 S7 S75 S9 |     |
| S-Bahnhof Berlin Spandau                 | Spandau                                         | Spandau Suburban Line | S3 S9 |     |
| S-Bahnhof Berlin Südkreuz                | Tempelhof–Schöneberg                            | Berlin Ringbahn | S45 S2 S25 S26 S41 S42 S47 S46 |     |
| S-Bahnhof Berlin Wannsee                 | Steglitz-Zehlendorf                             | Wannseebahn | S1 S7 |     |
| S-Bahnhof Berlin Zoologischer Garten     | Charlottenburg-Wilmersdorf                      | Berlini Stadtbahn | S3 S5 S7 S9 |     |
| S-Bahnhof Berlin-Gesundbrunnen           | Berlin-Mitte                                    | Berlin Ringbahn | S1 S2 S25 S26 S41 S42 |     |
| S-Bahnhof Berlin-Hauptbahnhof            | Berlin-Mitte                                    | Berlini Stadtbahn | S5 S7 S3 S9 |     |
| S-Bahnhof Berlin-Tempelhof               | Tempelhof–Schöneberg                            | Berlin Ringbahn | S41 S46 S45 S42 |     |
| S-Bahnhof Berlin-Wittenau                | Reinickendorf                                   | Berlin Northern Railway | S1 S85 |     |
| S-Bahnhof Bornholmer Straße              | Pankow kerület                                  | Berlin–Szczecin-vasútvonal | S2 S25 S26 S8 S85 S1 |     |
| S-Bahnhof Frankfurter Allee              | Friedrichshain-Kreuzberg                        | Berlin Ringbahn | S42 S41 S8 S85 |     |
| S-Bahnhof Friedrichstraße                | Berlin-Mitte                                    | Berlini Stadtbahn Berlin Nord-Süd Tunnel | S9 S7 S5 S3 S26 S25 S2 S1 |     |
| S-Bahnhof Grünau                         | Treptow-Köpenick                                | Berlin–Görlitz-vasútvonal | S8 S46 S85 |     |
| S-Bahnhof Hermannstraße                  | Neukölln                                        | Berlin Ringbahn | S42 S41 S46 S47 S45 |     |
| S-Bahnhof Innsbrucker Platz              | Tempelhof–Schöneberg                            | Berlin Ringbahn | S42 S41 S46 |     |
| S-Bahnhof Jungfernheide                  | Charlottenburg-Wilmersdorf                      | Berlin Ringbahn | S41 S42 |     |
| S-Bahnhof Karl-Bonhoeffer-Nervenklinik   | Reinickendorf                                   | Kremmen Railway | S25 |     |
| S-Bahnhof Köllnische Heide               | Neukölln                                        | Baumschulenweg–Neukölln link line | S45 S46 S47 |     |
| S-Bahnhof Pankow                         | Pankow kerület                                  | | S2 S8 S26 |     |
| Berlin Poelchaustraße station            | Berlin                                          | Wriezener Bahn | S7 |     |
| S-Bahnhof Prenzlauer Allee               | Pankow kerület                                  | Berlin Ringbahn | S8 S41 S42 S85 |     |
| S-Bahnhof Rathaus Steglitz               | Steglitz-Zehlendorf                             | Wannseebahn | S1 |     |
| S-Bahnhof Schönhauser Allee              | Pankow kerület                                  | Berlin Ringbahn | S42 S41 S8 S85 |     |
| S-Bahnhof Sonnenallee                    | Neukölln                                        | Berlin Ringbahn | S41 S42 |     |
| S-Bahnhof Treptower Park                 | Treptow-Köpenick                                | Berlin Ringbahn | S42 S41 S8 S85 S9 |     |
| S-Bahnhof Warschauer Straße              | Friedrichshain-Kreuzberg                        | Berlini Stadtbahn | S3 S9 S75 S7 S5 |     |
| Wartenberg station                       | Lichtenberg                                     | Berliner Außenring | S75 |     |
| S-Bahnhof Wuhletal                       | Marzahn-Hellersdorf                             | Berlin–Küstrin railway | S5 |     |
| S-Jannowitzbrücke station                | Berlin-Mitte                                    | Berlini Stadtbahn | S3 S5 S7 S9 |     |
| Schichauweg railway station              | Berlin                                          | Berlin–Drezda-vasútvonal | S2 |     |
| Schulzendorf railway station             | Reinickendorf                                   | Kremmen Railway | S25 |     |
| Schönefeld (bei Berlin) railway station  | Schönefeld                                      | Berliner Außenring Grünauer Kreuz–Berlin Brandenburg repülőtér-vasútvonal                                                                                             | S45 S9 RE 7 (Berlin/Brandenburg) RB 14 (Nauen - Berlin Schönefeld Flughafen) IC line 17 RB 32 (Berlin/Brandenburg) RB 24 (Berlin/Brandenburg)                                                                         |     |
| Schönfließ railway station               | Mühlenbecker Land                               | Berliner Außenring Berlin-Blankenburg–Hohen Neuendorf railway line | S8 |     |
| Berlin-Spindlersfeld station             | Treptow-Köpenick                                | Schöneweide–Spindlersfeld branch line | S47 |     |
| Strausberg Hegermühle station            | Strausberg                                      | Strausberg–Strausberg Nord railway | S5 |     |
| Strausberg Nord station                  | Strausberg                                      | Strausberg–Strausberg Nord railway | S5 |     |
| Strausberg Stadt station                 | Strausberg                                      | Strausberg–Strausberg Nord railway | S5 |     |
| Strausberg station                       | Strausberg                                      | Berlin–Küstrin railway Strausberg–Strausberg Nord railway Strausberg-Herzfelde railway line                                                                           | S5 RB 26 (Berlin/Brandenburg) |     |
| Südende station                          | Steglitz-Zehlendorf                             | Anhalter Vorortbahn | S26 S25 |     |
| Teltow Stadt railway station             | Teltow                                          | Berlin-Lichterfelde Süd–Teltow Stadt railway | S25 S26 X1 |     |
| Waßmannsdorf station                     | Schönefeld                                      | Grünauer Kreuz–Berlin Brandenburg repülőtér-vasútvonal | S45 S9 |     |
| Wildau railway station                   | Wildau                                          | Berlin–Görlitz-vasútvonal | S46 S8 |     |
| Yorckstraße (Großgörschenstraße) station | Tempelhof–Schöneberg                            | Wannseebahn | S1 |     |
| Zepernick station                        | Panketal                                        | Berlin–Szczecin-vasútvonal | S2 |     |
| Zeuthen railway station                  | Zeuthen                                         | Berlin–Görlitz-vasútvonal | S46 S8 |     |

## Járműpark
A járműpark 80 db DB 485, 70 db DB 480 és 500 db DB 481 sorozatú ikerkocsiból, azaz 650 darab ikerkocsiból áll. Folyamatban van az NDK-gyártmányú DB 485-és sorozat selejtezése, melyeknél az alkatrészellátás már nehezen megoldható.
2021. január 1-jén forgalomba állt az S47-es vonalon az új DB 483/484-es szerelvény.
Ezen felül rendelkezésre állnak még szolgálati vonatok, nosztalgia-szerelvények, egy panoráma-szerelvény (DB 477), illetve dízelmozdonyok is.